# Tantal(V)-chlorid
Tantal(V)-chlorid ist eine chemische Verbindung aus der Gruppe der Tantalverbindungen und Chloride.

## Geschichte
Die Verbindung wurde erstmals im Jahr 1839 vom deutschen Chemiker Friedrich Wöhler aus dem Elementen hergestellt.

## Gewinnung und Darstellung
Tantal(V)-chlorid kann direkt aus den Elementen gewonnen werden.
{\displaystyle \mathrm {2\ Ta+5\ Cl_{2}\longrightarrow 2\ TaCl_{5}} }
Alternativ ist die Darstellung aus Tantal(V)-oxid und Thionylchlorid
{\displaystyle \mathrm {Ta_{2}O_{5}+5\ SOCl_{2}\longrightarrow 2\ TaCl_{5}+5\ SO_{2}} }
oder aus Tantal(V)-oxid und Tetrachlormethan möglich.
{\displaystyle \mathrm {Ta_{2}O_{5}+5\ CCl_{4}\longrightarrow 2\ TaCl_{5}+5\ COCl_{2}} }

## Eigenschaften
Tantal(V)-chlorid ist ein gelblicher Feststoff mit stechendem Geruch, welcher sich in Wasser oder in konzentrierter Salzsäure unter Abscheidung von Tantalsäure zersetzt. Er hat eine monokline Kristallstruktur mit der Raumgruppe C2/m (Raumgruppen-Nr. 12) (a = 1823 pm, b = 1776 pm, c = 586 pm, β = 90,6°). Die chemisch reine Verbindung ist farblos, die Gelbfärbung rührt gewöhnlich von einer Verunreinigung durch Niob(V)-chlorid oder Wolframchloriden her.

## Verwendung
Tantal(V)-chlorid wird als Chlorierungsmittel bei organischen Synthesen verwendet. Durch Reaktion mit Ethanol in Lösungsmitteln wie Benzol oder Toluol kann Tantal(V)-ethoxid gewonnen werden.